# Алекс Гроза
Джон Александер «Алекс» Гроза (англ. Alexander John "Alex" Groza; 7 жовтня 1926, Мартінс Феррі, Огайо, США — 21 січня 1995, Сан-Дієго, Каліфорнія, США) — американський професійний баскетболіст і тренер, який запам'ятався своїми виступами на студентському рівні у складі «Чудової п'ятірки» з «Кентуккі Вайлдкетс». Грав у Національній баскетбольній асоціації за клуб «Індіанаполіс Олімпіанс». Його старший брат Лу Гроза — 4-разовий чемпіон НФЛ у складі «Клівленд Браунс». Чемпіон літніх Олімпійських ігор 1948 року в Лондоні. 1951 року його пожиттєво усунули від ігор в НБА за підтасовку результатів.

## Ранні роки
Алекс Гроза народився 7 жовтня 1926 року в місті Мартінс Феррі (штат Огайо), навчався там само в однойменній школі, в якій грав за місцеву баскетбольну команду. У її складі він два роки поспіль вигравав першість штату Огайо серед шкільних команд (1943—1944).

## Студентська кар'єра
1949 року закінчив Університет Кентуккі, де впродовж чотирьох з перервою років (у 1945—1946 роках йому довелося на один рік перервати навчання в університеті, оскільки тоді він служив в армії) грав за баскетбольну команду «Кентуккі Вайлдкетс», у якій провів успішну кар'єру під керівництвом тренера, члена баскетбольної Зали слави, Адольфа Раппа, набравши в 120 іграх 1744 очки (в середньому 14,5 за гру). За участю Грози «Дикі коти» чотири роки поспіль вигравали регулярний чемпіонат і турнір Південно-Східної конференції (1945, 1947—1949), а також два роки поспіль виходили в плей-оф студентського чемпіонату США (1948—1949).
Два роки поспіль «Кентуккі Вайлдкетс» ставали чемпіонами Національної асоціації студентського спорту (NCAA). 19 березня 1948 року вони вийшли у фінал чотирьох турніру NCAA (англ. Final Four), де спочатку у півфінальному матчі, 20 березня, обіграли команду Джорджа Кафтана і Боба Коузі «Холі-Кросс Крузейдерс» з рахунком 60-52, в якому Гроза став найкращим гравцем матчу, набравши 23 очки, а потім у фінальній грі, 23 березня, розгромили команду Джекі Робінсона і Реда Овенса «Бейлор Бірс» з рахунком 58-42, в якій Алекс також став найкращим гравцем матчу, набравши 14 очок. У наступному сезоні «Дикі коти» повторно вийшли у фінал чотирьох турніру NCAA, де спочатку у півфінальному матчі, 22 березня, за всіма статтями переграли команду Двайта Еддлемана й Білла Еріксона «Іллінойс Файтінг Ілліні» з рахунком 76-47, в якому Гроза став найкращим гравцем матчу, набравши 27 очок, а потім у фінальній грі, 26 березня, обіграли команду Джей Ел Паркса і Боба Харріса «Оклахома A&M Еггіс» з рахунком 46-36, в якій Алекс знову став найкращим гравцем матчу, набравши 25 очок.
Крім того 1946 року баскетболісти «Кентуккі Вайлдкетс» стали чемпіонами Національного турніру за запрошенням (NIT), обігравши у фінальному матчі у впертій боротьбі команду Род-Айлендського університету «Род-Айленд Ремс» з рахунком 46-45, а в 1947 році — віце-чемпіонами цього ж турніру, програвши у фінальному матчі у впертій боротьбі команді університету Юти «Юта Ютес» з рахунком 45-49. Три роки поспіль у складі «Диких котів» Алекса включали в збірну всіх зірок Південно-Східної конференції (1948 і 1949 — 1-ша команда, 1947 — 2-га), а також три роки поспіль — у всеамериканську збірну NCAA (1947 і 1949 — 1-ша команда, 1948 — 2-га). Светр з номером 15, під яким Гроза виступав за «Кентуккі Вайлдкетс», був вилучений з обігу і вивішений під склепіннями «Рапп-арени», баскетбольного майданчику, на якому «Дикі коти» проводять свої домашні матчі.

## Професійна кар'єра
Грав на позиції центрового. Команда «Індіанаполіс Олімпіанс» обрала Алекса Грозу під 2-м номером на драфті НБА 1949 року. Там він возз'єднався зі своїми партнерами по студентській команді Кліффом Баркером, Ральфом Бірдом і Воллесом Джонсом. У своєму дебютному сезоні він в середньому за гру набирав 23,4 очки і був названий новачком року НБА (НБА досі офіційно не визнає результати голосування до сезону 1952/53, оскільки у 1948—1952 роках новачка року вибирали автори газетних публікацій). Загалом у НБА провів 2 сезони. Брав участь у матчі всіх зірок НБА 1951 року. Два роки поспіль його включали в 1-шу збірну всіх зірок НБА (1950—1951). Загалом за кар'єру в НБА зіграв 130 ігор, в яких набрав 2925 очок (в середньому 22,5 за гру), зробив 709 підбирань і віддав 318 передач.
1951 року його разом з кількома іншими колишніми гравцями університету Кентуккі звинуватили в підтасовуванні результатів матчів у сезоні 1948/1949 років. Комісар НБА Моріс Подолоф наклав на нього довічну заборону на виступ у лізі.

## Кар'єра в збірній
1948 року Алекс Гроза став у складі збірної США чемпіоном Літніх Олімпійських ігор у Лондоні. Кістяк команди складали баскетболісти так званої «Чудової п'ятірки» з «Кентуккі Вайлдкетс», а також гравці команди «Філліпс 66» з Любительського спортивного об'єднання (AAU).

## Тренерська кар'єра
Після завершення професійної кар'єри гравця Алекс Гроза працював головним тренером студентської команди Беллармінського університету «Беллармін Найтс» (Луїсвілл, штат Кентуккі), вигравши з нею в 1963 році чемпіонський титул Міжуніверситетської спортивної конференції Кентуккі, в якій вона виступала, а Гроза в тому ж році став тренером року конференції. Враховуючи те, що Алекс отримав довічну заборону на будь-яку діяльність в НБА, він вирішив спробувати свої сили на адміністративній ниві в нещодавно утвореній Американській баскетбольній асоціації (АБА), яка не мала нічого спільного з НБА. 1966 року Гроза влаштувався на посаду генерального менеджера в команду «Кентуккі Колонелс», а в 1970 році став її тимчасовим головним тренером, в якій мав позитивну динаміку перемог і поразок (2-0). У 1972 році Алекс переїхав в Сан-Дієго, де продовжив свою адміністративну діяльність, ставши генеральним менеджером клубу «Сан-Дієго Конкістадорс», змінивши на цій посаді Вілта Чемберлена, а перед початком сезону 1974/1975 років став його головним тренером, маючи негативну динаміку перемог і поразок (15-23), в середині якого був звільнений зі своєї посади через незадовільні результати команди, а на його місце був призначений Беріл Шиплі, при якому «Конкистадорс» виступили не краще (16-30), посівши у підсумку останнє місце в Західному дивізіоні і не потрапивши до плей-оф. У наступному сезоні команда змінила свою назву на «Сан-Дієго Сейлс», а Гроза перейшов на посаду тренера клубу з розвитку гравців, однак 12 листопада 1975 року після одинадцяти проведених матчів (3-8) він був розформований через недостатню підтримку з боку вболівальників.

## Останні роки і смерть
Після ліквідації команди Гроза залишився в Сан-Дієго, де аж до своєї смерті працював менеджером з продажу у фірмі «Reynolds International». Його дружину звали Джин Вотсон. Вона народила йому двох синів і двох доньок. Алекс Гроза помер у суботу, 21 січня 1995 року, від раку на 69-му році життя.